# 韻律岩
韻律岩（英語：rhythmites）

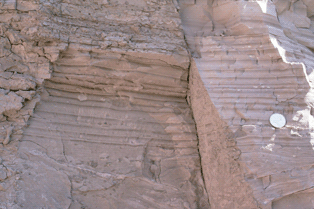
更新世 纹泥。 地點 Scarborough Bluffs, 多倫多, Ontario, 加拿大.

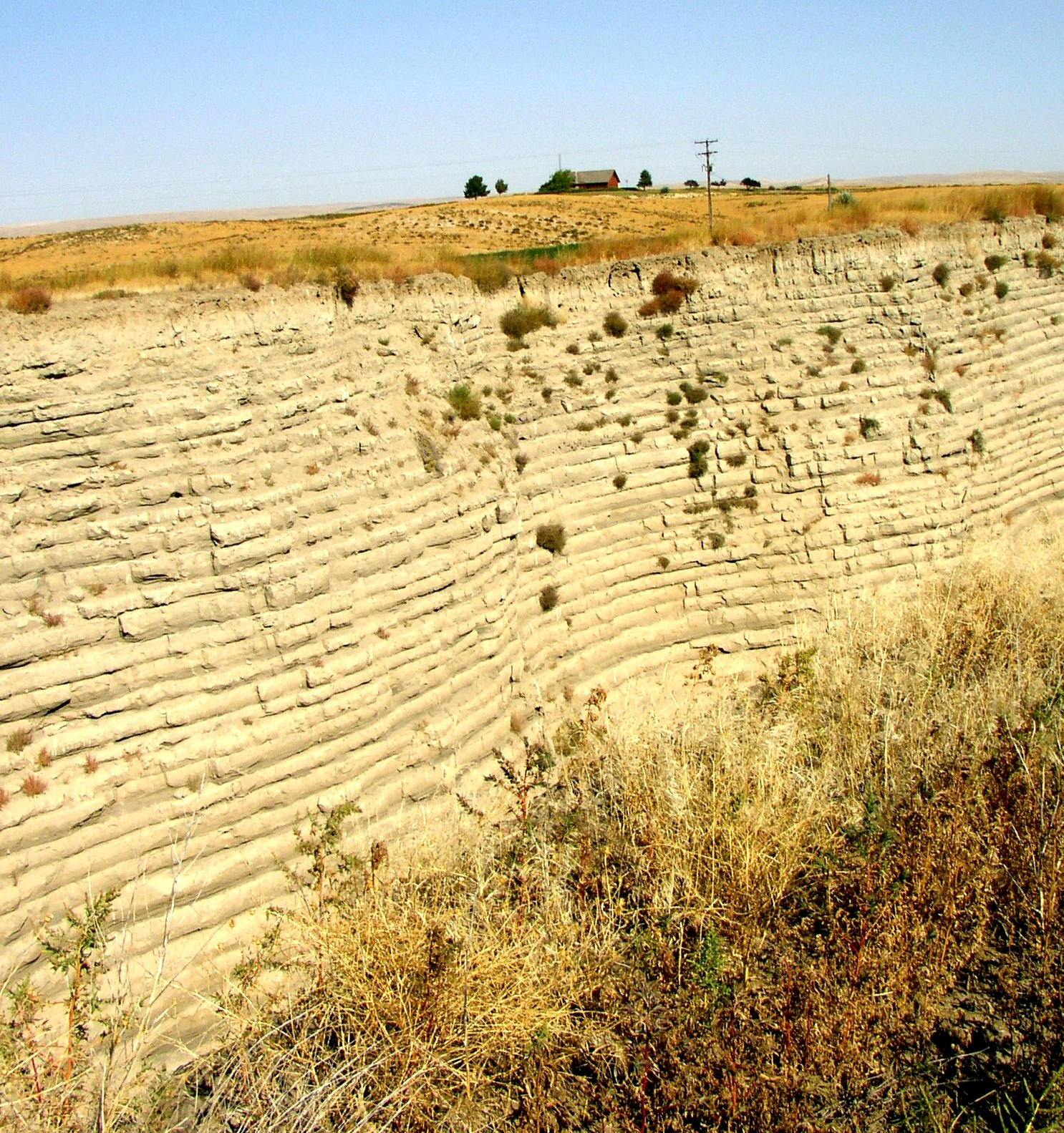
Touchet Formation 中的明顯分層。 地點：小峽谷，Walla Walla 山谷，Lowden, Washington

是一種沉積岩層，具有明顯的周期性和規律性。 它們的沉積是受年度的週期性（例如季節性）、短週期性(例如潮汐) 或長週期性(例如洪水)  等變化而造成的沉積物。
韻律岩是研究在地質時代中地球演變的主要證據之一，例如對海平面變化、冰川變化和地球軌道變化等，都能提供有利證據。而且研究這些變化均有助于解釋有關氣候變化的問題。

#### 年度韻律岩
年度層狀沉積物 (季節泥) 是具有年度週期性的韻律岩：這種沉積物是受季節性變化的降雨量或氣溫而形成的，這兩種因素會影響降水率，因而影響流水中的碎屑物。 在韻律石中，研究古氣候變化最重要的依據是季節泥。季節泥 也是地層學中能分辨出最細的地層。 

#### 韻律岩的週期性
除了年度以外的周期性。韻律岩也受其他周期性的影響。例如短周期性的潮汐和長周期性的冰川或洪水等。
潮汐韻律岩
研究表明在石炭紀地層中，有反應潮汐週期性的韻律岩，包括半日潮、日潮或小潮、大潮週期的韻律岩。這些早期韻律岩與現代韻律岩相當。 例如在加拿大芬迪灣和法國聖米歇爾灣的沉積物中的韻律岩。在猶他州大楊木峽谷的風暴山地區的韻律岩，反應出與潮汐週期一致的海平面波動的沉積物。

#### 冰川韻律岩
另一種韻律岩是由冰川大壩決口引起的間歇性洪水所沉積的。例如米蘇拉的洪水氾濫和其所造成的湖泊變形的周期平均是 55 年，在 15,000 到 13,000 年前的 2,000 年期間，洪水發生了大約 40 次。這與由韻律岩所觀察到的55 年周期性相符 。

#### 海平面韻律岩
由冰川引起的海平面變化而造成的韻律岩，它的周期很長。例如，第四紀的冰期導致海平面高度變化範圍從 127 米到 163 米。在賓夕法尼亞期和二疊紀的韻律岩中，已鑒定出因冰川消退和推進而導致的海侵和海退的韻律岩。 